# Londýnské městské obvody
Velký Londýn zahrnuje 32 městských obvodů a City. Vnitřní Londýn zahrnuje 12 městských obvodů a City, Vnější Londýn ostatních 20.
Londýnské městské obvody jsou řízeny samosprávnými institucemi – Radami londýnských městských obvodů (London Borough Councils), s délkou volebního období 4 roky. Městské obvody jsou nejdůležitější jednotkou místní samosprávy Londýna a jsou zodpovědné za řízení většiny služeb na území, které spravují. Po zřízení správní orgánu Velkého Londýna – Greater London Authority, byly na tuto instituci převedeny některé agendy dříve náležející do působnosti rad jednotlivých obvodů. Některé činnosti a lobystická aktivita vůči vládě je zajišťována sdružením Association of London Government.

## Historie
Současná struktura rozdělení Londýna na jednotlivé městské obvody vznikla 1. dubna 1965 s vytvořením administrativní oblasti Velkého Londýna. První volby do rad městských obvodů se konaly v roce 1964. Tyto instituce existovaly jako 'stínové' řídící orgány až do příštího roku.
Tyto instituce měly větší pravomoci než původní správní orgány jednotlivých čtvrtí vnitřního Londýna (metropolitních městských obvodů - metropolitan boroughs) městských a obecních částí (urban districts, municipal boroughs), které většinou nahradily ale menší než tři části hrabství - Croydon, West Ham a East Ham, které byly v době ustavení Velkého Londýna zrušeny.
V období let 1965 až 1986, byly londýnské městské obvody součástí dvoustupňového systému samosprávy a dělily se o pravomoci s institucí správy Velkého Londýna – Radou Velkého Londýna (Greater London Council - GLC). K 1. dubnu 1986 byl GLC zrušen, orgány městských obvodů převzaly většinu jeho pravomocí a staly se samostatnými správními orgány (zajišťujícími funkce správní jednotky na úrovni městské části i hrabství). Od roku 2000, založením správní instituce pro Velký Londýn – Greater London Authority jako nástupce původního GLC, mají městské obvody pravomoci zhruba na úrovni mezi původními pravomocemi obvodů a hrabství.
City je řízena samostatnou institucí – City of London Corporation viz také - článek Místní samospráva v City.

## Mapa
(*) – City má v rámci Velkého Londýna specifické postavení viz text

## Městské obvody Vnitřního Londýna
| Správní celky od roku 1965 (městský obvod) | Původní správní celky (metropolitní obvody)                |
| ------------------------------------------ | ---------------------------------------------------------- |
| Camden                                     | Hampstead, Holborn, St Pancras                             |
| Greenwich                                  | Greenwich, většina Woolwiche                               |
| Hackney                                    | Hackney, Shoreditch, Stoke Newington                       |
| Hammersmith a Fulham                       | Hammersmith, Fulham                                        |
| Islington                                  | Islington, Finsbury                                        |
| Kensington a Chelsea                       | Kensington, Chelsea                                        |
| Lambeth                                    | Lambeth ( Streatham a Clapham z Wandsworthu )              |
| Lewisham                                   | Lewisham, Deptford                                         |
| Southwark                                  | Bermondsey, Camberwell, Southwark                          |
| Tower Hamlets                              | Bethnal Green, Poplar, Stepney                             |
| Wandsworth                                 | Battersea, Wandsworth ( s výjimkou Streathamu a Claphamu ) |
| Westminster                                | Paddington, St Marylebone, Westminster                     |

## Městské obvody Vnějšího Londýna
| Správní celky od roku 1965 (městský obvod) | Původní celky |
| ------------------------------------------ | --- |
| Barking a Dagenham                         | Municipal Borough of Barking a Municipal Borough of Dagenham z Essexu |
| Barnet                                     | Barnet Urban District a East Barnet Urban District z Hertfordshireu Municipal Borough of Finchley, Municipal Borough of Hendon and Friern Barnet Urban District z Middlesexu |
| Bexley                                     | Municipal Borough of Bexley, Municipal Borough of Erith, Crayford Urban District a Sidcup z Chislehurst and Sidcup Urban District z Kentu                                    |
| Brent                                      | Municipal Borough of Wembley a Municipal Borough of Willesden z Middlesexu                                                                                                   |
| Bromley                                    | Municipal Borough of Bromley, Municipal Borough of Beckenham, Orpington Urban District, Penge Urban District a Chislehurst z Chislehurst and Sidcup Urban District z Kentu   |
| Croydon                                    | County Borough of Croydon a Coulsdon and Purley Urban District z Surrey |
| Ealing                                     | Municipal Borough of Acton, Municipal Borough of Ealing a Municipal Borough of Southall z Middlesexu                                                                         |
| Enfield                                    | Municipal Borough of Edmonton, Municipal Borough of Enfield, Municipal Borough of Southgate z Middlesexu                                                                     |
| Haringey                                   | Municipal Borough of Hornsey, Municipal Borough of Tottenham a Municipal Borough of Wood Green z Middlesexu                                                                  |
| Harrow                                     | Municipal Borough of Harrow z Middlesexu |
| Havering                                   | Municipal Borough of Romford a Hornchurch Urban District z Essexu |
| Hillingdon                                 | Hayes and Harlington Urban District, Ruislip Northwood Urban District, Municipal Borough of Uxbridge a Yiewsley and West Drayton Urban District z Middlesexu                 |
| Hounslow                                   | Municipal Borough of Brentford and Chiswick, Feltham Urban District a Municipal Borough of Heston and Isleworth z Middlesexu                                                 |
| Kingston                                   | Municipal Borough of Kingston upon Thames, Municipal Borough of Malden and Coombe a Municipal Borough of Surbiton z Surrey                                                   |
| Merton                                     | Municipal Borough of Mitcham, Merton and Morden Urban District, Municipal Borough of Wimbledon z Surrey                                                                      |
| Newham                                     | County Borough of East Ham, County Borough of West Ham a část Municipal Borough of Barking z Essexu North Woolwich z County of London                                        |
| Redbridge                                  | Municipal Borough of Ilford, Municipal Borough of Wanstead and Woodford a část Municipal Borough of Dagenham a část Chigwell Urban District z Essexu                         |
| Richmond                                   | Municipal Borough of Barnes a Municipal Borough of Richmond upon Thames z Surrey Municipal Borough of Twickenham z Middlesexu                                                |
| Sutton                                     | Municipal Borough of Beddington, Carshalton Urban District a Municipal Borough of Sutton a Cheam z Surrey                                                                    |
| Waltham Forest                             | Municipal Borough of Chingford, Municipal Borough of Leyton a Municipal Borough of Walthamstow z Essexu                                                                      |